# Гречаники
Греча́ники (укр. Гречаники) — село, входит в Переяслав-Хмельницкий район Киевской области Украины.
Население по переписи 2001 года составляло 55 человек. Почтовый индекс — 08436. Телефонный код — 4567. Занимает площадь 1,25 км².

## Местный совет
08436, Київська обл., Переяслав-Хмельницький р-н, с. Стовп'яги, вул. Дружби, 24